# 高斯克 (大象)
高斯克 （Kosik，韩语：코식；讀作Ko-shik）是韓國龍仁市愛寶樂園的雄性印度象 （學名：Elephas maximus ），出生於1990年。2006 年9月，人們發現牠可以模仿韓語中的「是」（네）、「否」（한니오）、「坐」（앉한）、「躺」（누워）和其他四個詞時，因此登上了新聞頭版。牠將鼻子放進嘴裡，並在呼氣時搖動鼻子來發出聲音，類似於人類將手指放在嘴裡吹口哨的方式。首爾動物園園長권수완（音譯：權秀莞、Kwon Su-wan）說：「我們計畫與飼養員、獸醫和科學家一同進一步研究高斯克在說這些話時是否理解這些詞的含義。」
這樣的主張跟所有其他會說話的動物的案例一樣，受到觀察者期望效應的影響，這可能是一種毫無意義的模仿形式，並且由於許多原因所捏造。

## 註記
1. ↑  Angela S. Stoeger; Daniel Mietchen; Sukhun Oh; Shermin de Silva; Christian T Herbst; Soowhan Kwon; W.特库姆塞·菲奇. . 當代生物學. 2012-11-01, 22 (22): 2144–2148. ISSN 0960-9822. PMC 3548412 . PMID 23122846. doi:10.1016/J.CUB.2012.09.022. Wikidata Q27313497 （英语）.
2. ↑  . Huffington Post. October 11, 2010  [2023-03-29]. （原始内容存档于2015-09-19）.